# Escuela Europea de Seguridad y Defensa
La Escuela Europea de Seguridad y Defensa (EESD) es una red de instituciones académicas conformada en 2005 en el ámbito de la política común de seguridad y defensa de la Unión Europea con el fin de poner en común las prácticas de enseñanza y formación civil y militar de los Estados miembros, facilitando de este modo la interconexión y la mutua comprensión entre las diferentes instancias nacionales de aprendizaje en el ámbito de la defensa, y su progresiva aproximación.
Entre las actividades realizadas por la organización encontramos cursos de formación (civiles y militares), una escuela doctoral y la organización del Erasmus militar (EMYLIO - European Initiative for the Exchange of Young Militar Officers), entre otras. Desde 2018, la Escuela cuenta con un departamento especializado en ciberseguridad. 